# Federação Caboverdiana de Atletismo

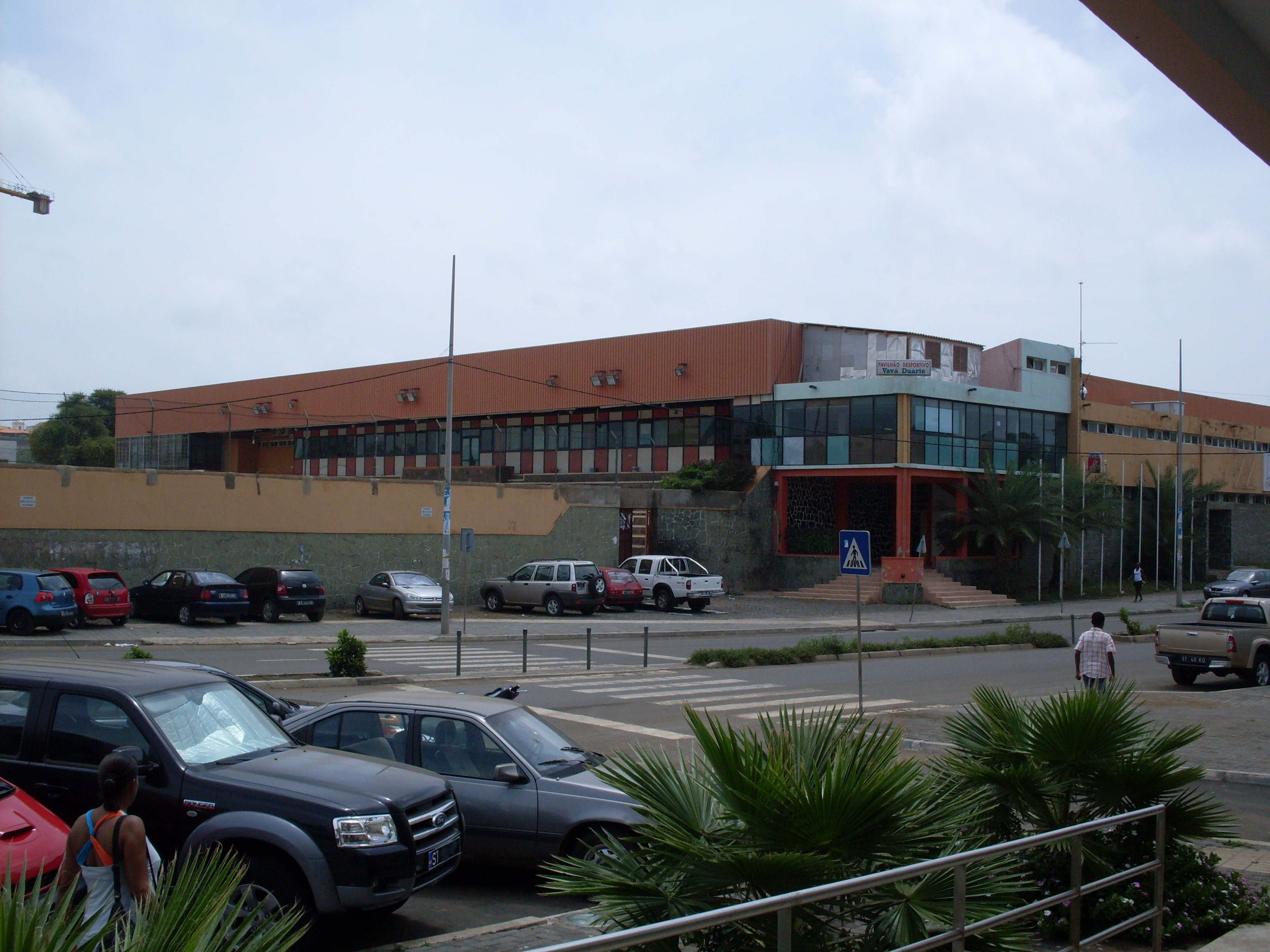
Der Pavilhão Desportivo Vává Duarte, Sitz der FCA

Die Federação Caboverdiana de Atletismo (portug. für: Kapverdischer Leichtathletikverband, FCA) ist der Dachverband für Leichtathletik der westafrikanischen Inselrepublik Kap Verde. Der Verband gründete sich 1989  und hat seinen Sitz im Sportkomplex Pavilhão Desportivo Vává Duarte in Chã de Areia, einem Stadtteil der Hauptstadt Praia.

## Aktivitäten
Die FCA organisiert die Landesmeisterschaften der verschiedenen Disziplinen.
Zudem betreut sie die Teilnahmen ihrer Athleten an internationalen Wettkämpfen, so bei den kapverdischen Olympiamannschaften, bei den Jogos da Lusofonia, oder bei den Weltmeisterschaften, zuletzt die kapverdische WM-Beteiligung 2015.

## Organisation
Die FCA ist u. a. Mitglied im Weltverband World Athletics (bis 2019: IAAF), im afrikanischen Kontinentalverband Confédération Africaine d’Athlétisme (CAA), im iberoamerikanischen Leichtathletikverband Asociación Iberoamericana de Atletismo (AIA), und im Comité Olímpico Caboverdiano, dem kapverdischen Nationalen Olympischen Komitee.
Präsident ist Alfredo Lima. Er steht der Verbandsleitung (Direcção) vor, die sich zudem aus zwei Vizepräsidenten, einem Generalsekretär und seinem Adjutanten, und einer Schatzmeisterin zusammensetzt. Neben der Leitung verfügt der Verband über vier weitere Organe:
- Assembleia-Geral (Generalversammlung, mit dreiköpfigem Vorstand)
- Conselho Fiscal e Jurisdicional (Kontroll- und Rechtsrat, vierköpfig)
- Conselho de Disciplina (Disziplinarrat, vierköpfig)
- Conselho de Arbitragem (Schiedsrat, vierköpfig)

Die FCA unterhält acht Regionalverbände:
- Associação Regional de Atletismo de S. Antão (Insel Santo Antão)
- Associação Regional de Atletismo da Boavista (Insel Boa Vista)
- Associação Regional de Atletismo do Fogo (Insel Fogo)
- Associação Regional de Atletismo de S. Nicolau (Insel São Nicolau)
- Associação Santiago Norte de Atletismo (Nordhälfte der Insel Santiago)
- Associação Santiago Sul de Atletismo (Südhälfte der Insel Santiago)
- Associação Regional de Atletismo de Sal (Insel Sal)
- Associação Regional de Atletismo de S. Vicente (Insel São Vicente)